# Sao chổi Coggia
C/1874 H1 (sao chổi Coggia) là một sao chổi không tuần hoàn có thể nhìn thấy được bằng mắt thường vào mùa hè năm 1874. Trên cơ sở độ sáng của nó, sao chổi được gọi là Sao chổi lớn năm 1874; vào ngày 13 tháng 7 độ sáng của sao là từ 0 đến 1.

## Khám phá và quan sát
Nhà thiên văn học Jérôme Eugène Coggia đã phát hiện ra sao chổi này vào ngày 17 tháng 4 năm 1874 tại Đài thiên văn Marseille. Trong thời gian còn lại của tháng Tư và tháng Năm, sao chổi đã được quan sát kỹ bởi nhiều nhà thiên văn học, bao gồm Winnecke tại Straßburg, Tempel tại Arcetri, Rayet tại Paris, Schulhof tại Vienna, Rümker tại Hamburg, Schmidt tại Athens, Bruhns tại Leipzig, Christie tại Greenwich và Dreyer tại Copenhagen. Vào giữa tháng 5 kính thiên văn đã cho thấy sự phát triển của một cái đuôi mờ nhạt.
Vào đầu tháng 6, sao chổi này có thể nhìn thấy được bằng mắt thường và vào cuối tháng 6, độ sáng của nó đạt đến mức 4. Vào đầu tháng 7, đuôi đã dài thêm lên 6° và vào ngày 16 tháng 7 đuôi dài đến 45°. Đuôi của nó thẳng và hẹp, trải dài từ 1° đến 2°Của bầu trời ở phần kết của đuôi.
Từ ngày 16 tháng 7 đến ngày 23 tháng 7, sao chổi tăng tốc và di chuyển nhanh về phía nam trong bầu trời của người quan sát, khiến cho sao chổi khó quan sát hơn ở bán cầu bắc. Báo cáo chỉ ra rằng chiều dài đuôi là khoảng 60° đến 70°; đuôi ít nhất là 63°. Vào ngày 23 tháng 7 tại Athens, Schmidt đã thực hiện quan sát cuối cùng đối với sao chổi này từ bán cầu bắc.
Vào ngày 27 tháng 7 sao chổi này có thể nhìn thấy ở bán cầu nam, với các quan sát được thực hiện ở Nam Phi và của Robert L. J. Ellery tại Australia. Theo một báo cáo từ các quan sát trước bình minh của H. C. Russell vào ngày 29 tháng 7, "Hạt nhân của sao chổi sáng như một ngôi sao cường độ đầu tiên, và đầu sao chổi to khoảng một nửa đường kính của mặt trăng." John Tebbutt tại Windsor, New South Wales đã thực hiện các quan sát sao chổi này từ ngày 1 tháng 8 đến ngày 7 tháng 10. Vào ngày 19 tháng 10, John M. Thome tại Córdoba, Argentina thực hiện lần quan sát cuối cùng của sao chổi Coggia.

## Phân tích khoa học
Từ tháng bảy 1874, Huggins, Secchi, Norman Lockyer, Rayet và Wolf làm quan sát quang phổ của sao chổi. Lúc đầu chỉ có một phổ liên tục đã xuất hiện, nhưng đến giữa tháng sáu ba phổ sao chổi điển hình đã được tìm thấy. Theo Huggins, sao chổi Coggia là "sao chổi đầu tiên sáng chói đã xuất hiện kể từ khi máy quang phổ đã trở thành một thiết bị nghiên cứu khoa học."